# Желински мост
Желински мост (на македонска литературна норма: Желински мост) е каменен мост над река Вардар, разположен край село Желино, Северна Македония. Мостът е обявен за паметник на културата.

## Местоположение
Мостът е на стария главен път от Полога за Скопие, веднага северно от Желино.

## История
Построен е в 1845 година, като негов ктитор е полусамостоятелният управител на Полога Абдурахман паша Тетовски.

## Описание
Мостът има четири полукръгли отвора с размери от 7,75 m - 11,40 m. Изграден е от добре издялани камъни, както отворите, така и стълбовете, с изключение на стълба до десния бряг на реката, който е направен от фин камък с различни размери и форми.